# Fultonville
Fultonville es una villa situada en el condado de Montgomery, estado de Nueva York, Estados Unidos. Tiene una población estimada, a mediados de 2022, de 759 habitantes.

## Geografía
La localidad está ubicada en las coordenadas 42°56′46″N 74°22′11″O / 42.94611, -74.36972 (42.946229, -74.369778).

## Demografía
Según el censo de 2000, en ese momento los ingresos medios de los hogares eran de $32,361 y los ingresos medios de las familias eran de $34,167. Los hombres tenían ingresos medios por $30,500 frente a los $20,909 que percibían las mujeres. Los ingresos per cápita para la localidad eran de $15,283. Alrededor del 6.9% de la población estaba por debajo de la línea de pobreza.
De acuerdo con la estimación 2017-2021 de la Oficina del Censo, los ingresos medios de los hogares son de $76,528 y los ingresos medios de las familias son de $87,813. Alrededor del 11.7% de la población está por debajo de la línea de pobreza.